# Dömsöd, Pesta
Dömsöd  este un sat în districtul Ráckeve, județul Pesta, Ungaria, având o populație de 5.783 de locuitori (2011). 

## Demografie
Componența etnică a satului Dömsöd
     Maghiari (94,11%)
     Romi (4,96%)
     Necunoscut (0,36%)
     Alții (0,57%)
Componența confesională a satului Dömsöd
     Reformați (34,69%)
     Romano-catolici (30,68%)
     Fără religie (9,77%)
     Necunoscută (23,67%)
     Alte religii (2,85%)
Conform recensământului din 2011, satul Dömsöd avea 5.783 de locuitori. Din punct de vedere etnic, majoritatea locuitorilor (94,11%) erau maghiari, cu o minoritate de romi (4,96%). Apartenența etnică nu este cunoscută în cazul a 0,36% din locuitori. Nu există o religie majoritară, locuitorii fiind reformați (34,69%), romano-catolici (30,68%) și persoane fără religie (9,77%). Pentru 23,67% din locuitori nu este cunoscută apartenența confesională.